# Vlădeni (Ialomița)
Vlădeni is een Roemeense gemeente in het district Ialomița.

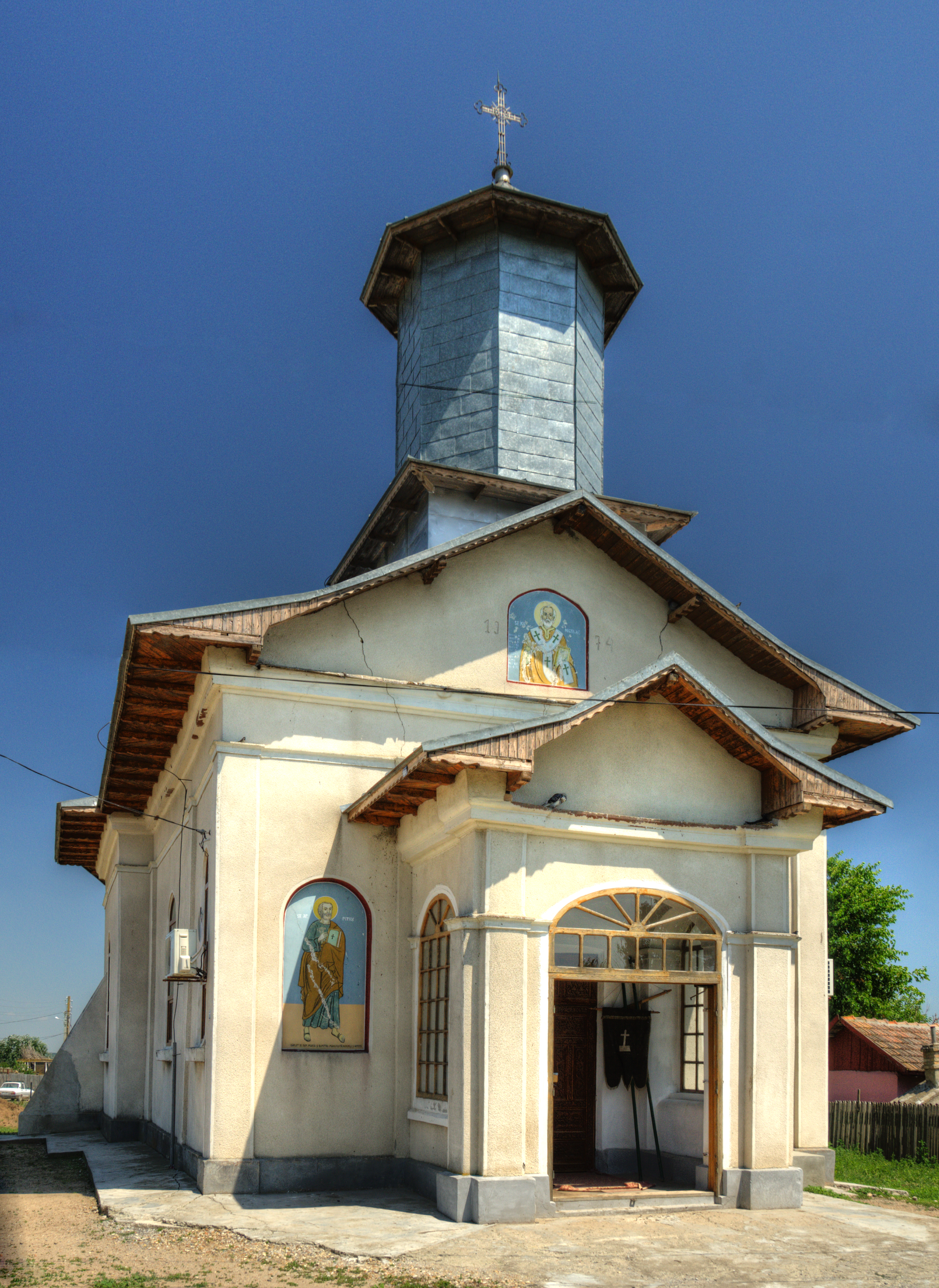
Kerk

Vlădeni telt 2080 inwoners.